# 1971年の読売ジャイアンツ
1971年の読売ジャイアンツでは、1971年の読売ジャイアンツの動向をまとめる。
この年の読売ジャイアンツは、川上哲治監督の11年目のシーズンであり、V9の7年目のシーズンである。

## 概要
前年6連覇を達成し、7連覇への期待がかかる巨人は開幕後の4月には12連勝を記録して開幕ダッシュに成功すると前半戦は2位のヤクルトに11.5ゲーム差をつけた。しかし7月以降は勝ち星が伸び悩み、8月は10勝13敗、終盤は9勝9敗と後半戦は平凡な成績に終わった。それでも中日、阪神、大洋といったライバル球団を寄せ付けず最後は7連覇を達成。チームは最下位のヤクルトに16勝10敗と勝ち越したが、大洋には12勝11敗3分、阪神には12勝10敗4分と若干苦戦し、特に大洋には7月まで10勝4敗3分と勝ち越したものの、8月以降わずか2勝に終わった。投手陣では二枚看板の高橋一三と堀内恒夫が14勝をあげ、4年目で一軍ローテ入りした関本四十四が10勝をあげたもののそれ以外の投手が成績を落とした。打撃陣では王貞治が本塁打王・打点王の2冠、長嶋茂雄が首位打者を獲得したものの王は打率が3割を切り、日本シリーズでの活躍を不安視されたが、チーム本塁打123本はリーグ2位で、149盗塁もリーグ1位を記録。日本シリーズは1勝1敗で迎えた第3戦、9回裏に王が阪急・山田久志から放った逆転サヨナラ3ランはそれまでの「阪急有利」の流れを変えるものだった。結局第4戦以降も巨人がモノにして、最後は前人未到の日本シリーズ7連覇を達成した。

## チーム成績

### レギュラーシーズン
| 1 | 中 | 柴田勲   |
| 2 | 左 | 高田繁   |
| 3 | 一 | 王貞治   |
| 4 | 三 | 長嶋茂雄 |
| 5 | 遊 | 黒江透修 |
| 6 | 右 | 末次民夫 |
| 7 | 捕 | 吉田孝司 |
| 8 | 投 | 渡辺秀武 |
| 9 | 二 | 土井正三 |

| 順位 | 4月終了時 | 4月終了時 | 5月終了時 | 5月終了時 | 6月終了時 | 6月終了時 | 7月終了時 | 7月終了時 | 8月終了時 | 8月終了時 | 最終成績 | 最終成績 |
| ---- | --------- | --------- | --------- | --------- | --------- | --------- | --------- | --------- | --------- | --------- | -------- | -------- |
| 1位  | 巨人      | --        | 巨人      | --        | 巨人      | --        | 巨人      | --        | 巨人      | --        | 巨人     | --       |
| 2位  | 大洋      | 4.5       | 広島      | 4.5       | 広島      | 8.0       | ヤクルト  | 10.0      | 大洋      | 10.0      | 中日     | 6.5      |
| 3位  | 阪神      | 6.0       | 大洋      | 7.5       | ヤクルト  | 9.0       | 中日      | 12.0      | 広島      | 10.5      | 大洋     | 8.0      |
| 4位  | ヤクルト  | 6.0       | ヤクルト  | 9.5       | 中日      | 10.0      | 広島      | 12.5      | 中日      | 10.5      | 広島     | 8.0      |
| 5位  | 中日      | 6.5       | 中日      | 10.0      | 阪神      | 11.5      | 大洋      | 14.0      | 阪神      | 11.0      | 阪神     | 12.5     |
| 6位  | 広島      | 7.0       | 阪神      | 10.5      | 大洋      | 12.5      | 阪神      | 14.5      | ヤクルト  | 12.0      | ヤクルト | 19.0     |

| 順位 | 球団             | 勝 | 敗 | 分 | 勝率  | 差   |
| 1位  | 読売ジャイアンツ | 70 | 52 | 8  | .574  | 優勝 |
| 2位  | 中日ドラゴンズ   | 65 | 60 | 5  | .520  | 6.5  |
| 3位  | 大洋ホエールズ   | 61 | 59 | 10 | .5083 | 8.0  |
| 4位  | 広島東洋カープ   | 63 | 61 | 6  | .5081 | 8.0  |
| 5位  | 阪神タイガース   | 57 | 64 | 9  | .471  | 12.5 |
| 6位  | ヤクルトアトムズ | 52 | 72 | 6  | .419  | 19.0 |

### 日本シリーズ
| 日付                                    | 試合   | ビジター球団（先攻） | スコア | ホーム球団（後攻） | 開催球場     |
| --------------------------------------- | ------ | -------------------- | ------ | ------------------ | ------------ |
| 10月12日（火）                          | 第1戦  | 読売ジャイアンツ     | 2 - 1  | 阪急ブレーブス     | 阪急西宮球場 |
| 10月13日（水）                          | 第2戦  | 読売ジャイアンツ     | 6 - 8  | 阪急ブレーブス     | 阪急西宮球場 |
| 10月14日（木）                          | 移動日 | 移動日               | 移動日 | 移動日             | 移動日       |
| 10月15日（金）                          | 第3戦  | 阪急ブレーブス       | 1 - 3x | 読売ジャイアンツ   | 後楽園球場   |
| 10月16日（土）                          | 第4戦  | 阪急ブレーブス       | 4 - 7  | 読売ジャイアンツ   | 後楽園球場   |
| 10月17日（日）                          | 第5戦  | 阪急ブレーブス       | 1 - 6  | 読売ジャイアンツ   | 後楽園球場   |
| 優勝：読売ジャイアンツ（7年連続15回目） |        |                      |        |                    |              |

## オールスターゲーム1971
- 選出選手及びスタッフ

| ポジション | 名前     | 選出回数 |
| ---------- | -------- | -------- |
| 監督       | 川上哲治 |          |
| 投手       | 堀内恒夫 | 5        |
| 投手       | 高橋一三 | 3        |
| 投手       | 渡辺秀武 | 2        |
| 一塁手     | 王貞治   | 12       |
| 三塁手     | 長嶋茂雄 | 14       |
| 遊撃手     | 黒江透修 | 4        |
| 外野手     | 高田繁   | 4        |
| 外野手     | 柴田勲   | 8        |

- 太字はファン投票による選出。

## 表彰選手
- 最優秀選手：長嶋茂雄（3年ぶり5度目）
- 新人王：関本四十四
- 首位打者：長嶋茂雄（.320、5年ぶり6度目）
- 本塁打王：王貞治（39本、10年連続10度目）
- 打点王：王貞治（101打点、4年ぶり6度目）
- 盗塁王：高田繁（38盗塁、初受賞）
- 最多出塁数：王貞治（246個、5年連続5度目）
- ベストナイン：

王貞治（一塁手、10年連続10度目）
長嶋茂雄（三塁手、14年連続14度目）
柴田勲（外野手、4年ぶり2度目）
高田繁（外野手、3年連続3度目）

## ドラフト
| 順位 | 選手名   | ポジション | 所属         | 結果                     |
| ---- | -------- | ---------- | ------------ | ------------------------ |
| 1位  | 横山忠夫 | 投手       | 立教大学     | 入団                     |
| 2位  | 谷山高明 | 投手       | 愛媛相互銀行 | 入団                     |
| 3位  | 庄司智久 | 内野手     | 新宮高       | 入団                     |
| 4位  | 尾形正巳 | 内野手     | 兵庫・山崎高 | 拒否・新日本製鐵広畑入社 |
| 5位  | 山本昌樹 | 投手       | 鳥取西高     | 拒否・松下電器入社       |
| 6位  | 小林繁   | 投手       | 神戸大丸     | 翌年シーズン後に入団     |
| 7位  | 玉井信博 | 投手       | 東洋大学     | 翌年シーズン後に入団     |
| 8位  | 板東陽司 | 外野手     | 鴨島商業高   | 入団                     |